# Trevor Colman
Trevor Colman (født 27. august 1941, død 22. marts 2022) var britisk medlem af Europa-Parlamentet fra 2008 til 2014, valgt for UK Independence Party (indgår i parlamentsgruppen Europa for frihed og demokrati).